# Pupilă

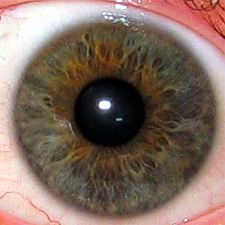
Ochiul uman
Pupila este zona centrală transparentă (care apare neagră). Zona verde-maronie din jurul ei este irisul. Zona albă exterioară este sclerotica, a cărei părți centrale transparente este corneea.

Diagramă schematică a ochiului uman.

Pupila este un orificiu circular sau alungit, negru, de mărime variabilă în centrul irisului care reglează cantitatea de lumină care intră în ochi. Are culoarea neagră deoarece marea parte a luminii care intră în pupilă este absorbită de către țesuturile biologice din ochi.